# Maxime Le Forestier
Maxime Le Forestier (seudónimo de Bruno Le Forestier), nacido el 10 de febrero de 1949 en París, es un cantautor francés. Se ha hecho famoso particularmente con la canción San Francisco.
En 1972, con canciones como Fontenay-aux-Roses, Parachutiste, San Francisco o Mon frère, su primer disco grabado en un estudio (Mon frère), se han vendido a más de un millón de ejemplares, y lo ha hecho popular en toda su generación.

## Biografía
Bruno Le Forestier nació en París el 10 de febrero de 1949, en el bulevar Pereire. Tiene dos hermanas mayores: Anne, nacida en 1943, y Catherine, nacida en 1946.
Su padre es británico de origen normando y era diseñador industrial; su madre, Geneviève (también conocida como Lili) (1917-2010) es francesa, vivió un tiempo en Inglaterra, donde fue traductora de los canales de televisión británicos; como músico, les dio a sus hijos un gusto por la música, especialmente el violín. Maxime se interesó en la guitarra a los 14 años. Compró un instrumento en un almacén Paul Beuscher de París, y descubrió entonces casualmente, siguiendo los consejos del vendedor, las canciones de Georges Brassens.
La familia vive en Neuilly-sur-Seine, los padres se divorciaron en 1963.
Bruno Le Forestier realizó sus estudios secundarios en el liceo Condorcet, pero quedó despedido del Lycée en 1965 por indisciplina.
Durante la década de 1960, formó el dúo Cat & Maxim con su hermana Catherine, tomando prestadas algunas canciones de Georges Moustaki, incluso antes de que este último las cantara él mismo. Serge Reggiani interpretó una de sus composiciones en 1968: Ballade pour un traître. Fue durante este período que adoptó el apellido de Maxime. 
En 1969, realizó su servicio militar en las tropas aerotransportadas, en el 13.er Regimiento de Dragones de Paracaidistas de Dieuze. Pero se enfermó antes de su primer salto, y su espíritu rebelde y su carácter rebelde le impidieron adaptarse al espíritu de cuerpo de su regimiento. Hizo tanto a la inversa que primero fue internado en la enfermería, antes de que el regimiento se deshiciera de él enviándolo a completar su servicio en una oficina en París. Este tiempo en las tropas aerotransportadas le inspiro la canción antimilitarista Parachutiste.
En 1972, Polydor editó su primer álbum con los títulos: San Francisco, Mon frère, La Rouille. El éxito es enorme.
En octubre de 1972, realizó la primera parte, en Bobino, de los conciertos de su ídolo Georges Brassens. Considerando que el precio de las entradas para el concierto era demasiado alto, impuso asientos a 10 Fr. En 1973, aprovechó una actuación en el Olympia para grabar un álbum en público. En 1974, creó temas para la serie de dibujos animados Le Roman de Renart. En 1975, fue coautor y compositor, junto a Colette Magny y la cantante Mara, de Un peuple crève, un disco solidario con las víctimas de la dictadura militar en Chile. El mismo año, en su álbum Saltimbanque, grabó la canción La Vie d'un homme para defender a Pierre Goldman.
En 1976, escribió la música y la canción genérica para la película L'Amour en herbe.
En 1979, inauguró el primero de una serie de discos de canciones de Brassens, grabados en público. En 1980, comenzó una gira por Francia con Graeme Allwright. Su hermana, Catherine Le Forestier, realizó la primera parte bajo el nombre de "Aziza". Los beneficios de esta gira fueron a la asociación "Partage" para niños del Tercer Mundo. El concierto en el Palais des Sports de París da lugar a la publicación de un álbum doble en el que Marcel Azzola y el grupo de Madagascar que trabajaron con Graeme Allwright tocan. Además de su respectivo repertorio, interpretan Georges Brassens. Para la cantante Anne Sylvestre, escribió la música de la canción Le petit caillou des rêves.
Obtiene un nuevo éxito en 1987, con Ne quelque part', y el disco que incluye este título, así como una versión de Ambalaba, una canción del segatero mauriciano Claudio Veeraragoo. Realizó otros discos en 1991 (con Bille de Verre), 1995 (disco Passer ma route), la canción se programa diariamente en la radio con un enorme éxito y recibirá premios en el programa televisivo Las Victorias Musicales. El álbum incluye una nueva versión de La petite fugue, Raymonde, Chienne d'idée) y finalmente L'Écho des étoiles en 2000. Se involucró en causas benéficas (Partage, les Enfoirés, Sol En Si) desde la década de 1990. Escribió y compuso las canciones para el espectáculo musical Spartacus le gladiateur, dirigido por Élie Chouraqui en el Palais des Sports de París en el otoño de 2004.
Maxime Le Forestier publicó un nuevo álbum titulado Restons amants en 2008. Escribió todas las letras, incluidas dos con música de Julien Clerc, quien había convertido su texto de Double Enfance con un gran éxito dos años antes. La gira resultante es un éxito, con un viaje de casi dos años. El 1 de junio de 2009 se editó una grabación pública que cubría toda la gira de la canción bajo el título Casino de printemps. 
A esto se añaden canciones de Georges Brassens y un homenaje a Serge Reggiani con Histoire grise.
Firmó, con Juliette Gréco, Pierre Arditi y Michel Piccoli, una carta abierta, el 4 de mayo de 2009, para Martine Aubry, primera secretaria del Partido Socialista, pidiendo a los diputados socialistas que adoptaran la ley Hadopi. En el show de Marc-Olivier Fogiel el 5 de mayo de 2009, en la estacion de radio Europa 1, Maxime Le Forestier irá tan lejos como para decir que aquellos que no se oponen a la piratería y consideran que es demasiado tarde como para regular el consumo de cultura porque ya se ha desregulado son petenistas ("Los alemanes ya están aquí, entonces se los deja" exprimió), o sea gente que acepta la situación sin oponerse a ella. Algunos creen que su discurso público fue a veces torpe o que fue malentendido. Otros lo ven como un ejemplo de un artista que se aferra a una renta desproporcionada. Maxime Le Forestier será el blanco de numerosos ataques de usuarios de Internet que no están de acuerdo con su posición.
Muy discreto sobre su vida familiar, es padre de dos hijos: Philippe, nacido de una mujer brasileña llamada Bettina, y Arthur Le Forestier, también cantante, con su esposa, Fabienne.

## Discografía

### Álbumes de estudio
- Deux 45 tours (1969)
- Mon frère (1972)
- Le Steak (1973)
- Saltimbanque (1975)
- Hymne à sept temps (1976)
- Maxime Le Forestier N.º 5 (1978)
- Les Rendez-vous manqués (1980)
- Dans ces histoires… (1981)
- Les Jours meilleurs (1983)
- After Shave (1986)
- Né quelque part (1986)
- Sagesse du fou (1991)
- Passer ma route (1995)
- L'Écho des étoiles (2000)
- Restons amants (2008)
- Le Cadeau (2013)
- Paraître ou ne pas être (2019)

### Álbumes en vivo
- Olympia 1973 (1973)
- Graeme Allwright et Maxime Le Forestier au Palais des Sports (1980)
- Bataclan 1989 (1989)
- Chienne de route (1996)
- Plutôt guitare junto con Jean-Félix Lalanne (2002)
- Casino de printemps (2009)
- Olympia 2014 (2014)